# Шведская ассоциация ремесленников
Шведская ассоциация ремесленников (Ассоциация шведских ремёсел, швед. Svensk Hemslöjd, полное наименование Föreningen för Svensk Hemslöjd) — шведская некоммерческая организация с региональными офисами и торговыми точками по всей стране.

## История

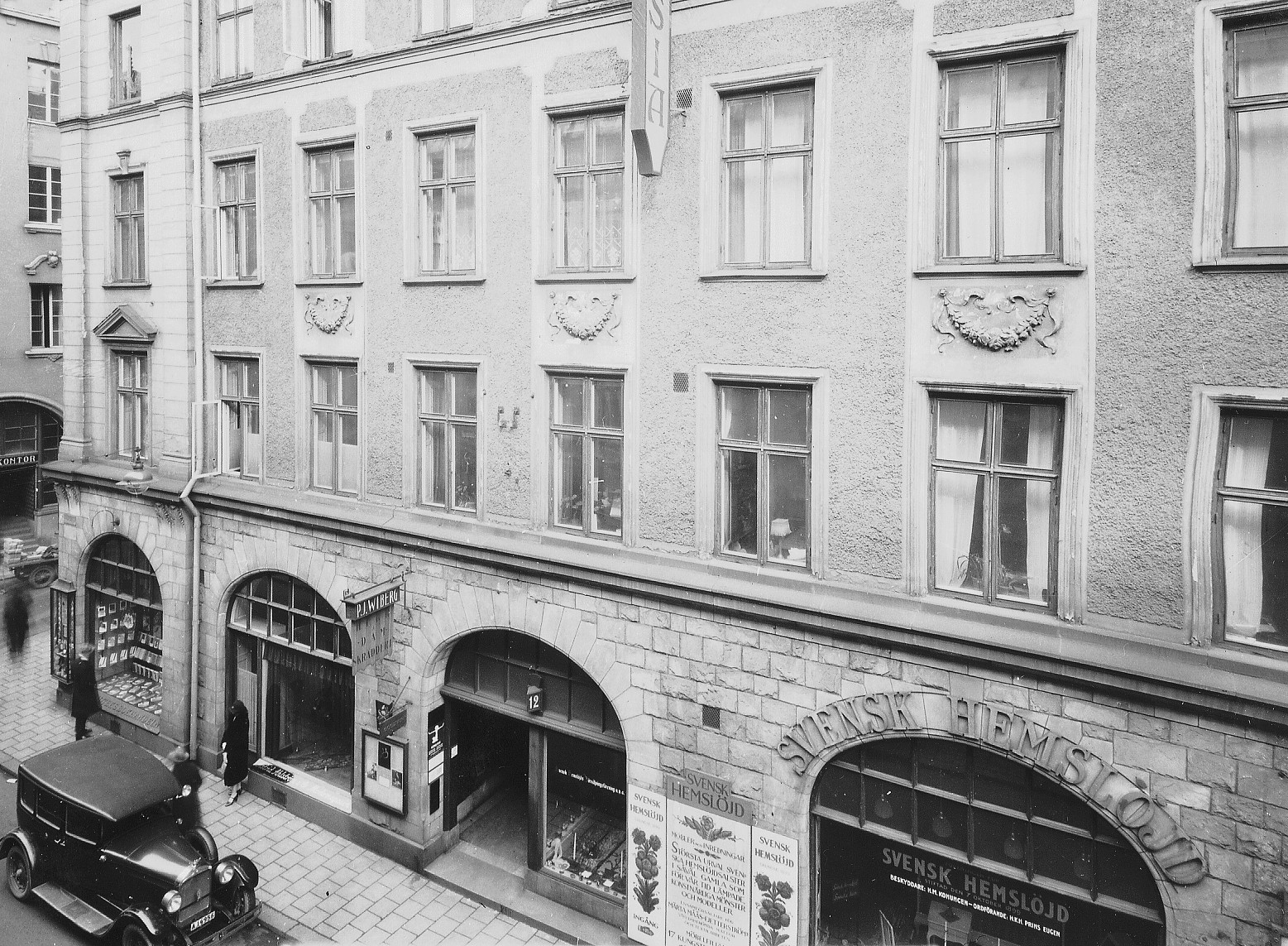
Здание Pumpstocken 13 в 1930 году

Организация была образована в 1899 году по инициативе Лилли Зикерман и под председательством принца Евгения. В этом же году был открыт первый магазин и проведена первая выставка ассоциации. Свои помещения она арендовала в историческом здании Pumpstocken 13 по адресу Biblioteksgatan 12. В связи с повышением арендной платы и ростом ассоциации, в 1935 году она переехала в здание Citypalatset на площади Norrmalmstorg.
Находящаяся в центре Стокгольма, Шведская ассоциация ремесленников по настоящее время продолжает действовать, поощряя своих членов к сотрудничеству в создании произведений высокого художественного качества. За прошедшие годы были открыты новые розничные магазины, ассоциация участвует в выставках и способствует повышению интереса к шведским ремёслам.
В настоящее время ассоциация насчитывает около 400 членов и входит в состав некоммерческой организации Svenska Hemslöjdsföreningarnas riksförbund. Главный магазин Шведской ассоциации ремесленников находится в Стокгольме в здании Norrlandsgatan, 20.